# Drunkard’s Walk

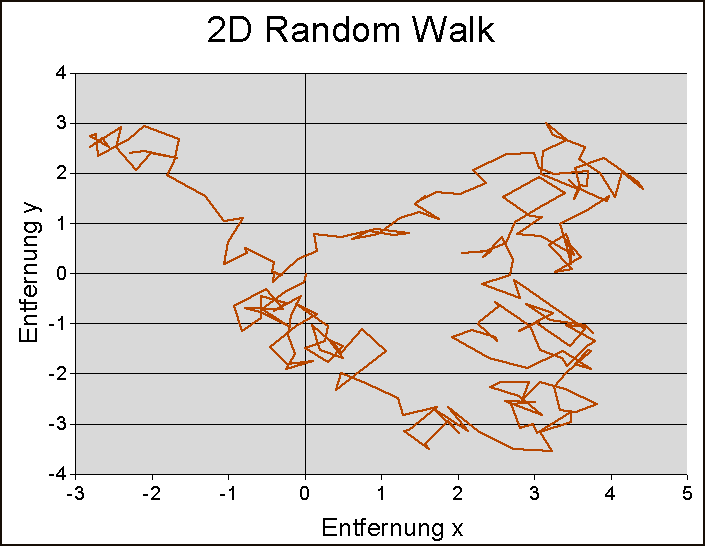
Simulation eines 2D-Random-Walk mit 229 Schritten und einer zufälligen Schrittweite aus dem Intervall [−0,5;0,5] für x- und y-Richtung

Der Drunkard’s Walk (englisch für Weg des Betrunkenen) ist ein Bild aus der Wahrscheinlichkeitstheorie, das zur Veranschaulichung einer zufälligen Bewegung (Irrfahrt, Random Walk) verwendet wird. Es wurde vermutlich 1905 durch einen Brief von Karl Pearson in der Zeitschrift Nature geprägt, inspiriert durch die Untersuchung der Verbreitung von Insektenpopulationen.

“A man starts from a point {\displaystyle O} and walks {\displaystyle l} yards in a straight line; he then turns through any angle whatever and walks another {\displaystyle l} yards in a second straight line. He repeats this process {\displaystyle n} times. I require the probability that after these {\displaystyle n} stretches he is at a distance between {\displaystyle r} and {\displaystyle r+dr} from his starting point, {\displaystyle O}.”

„Ein Mensch startet an einem Punkt {\displaystyle O} und läuft {\displaystyle l} Meter geradeaus; dann dreht er sich um einen beliebigen Winkel und läuft in der neuen Richtung wieder {\displaystyle l} Meter geradeaus. Er wiederholt dies {\displaystyle n}-mal. Ich suche die Wahrscheinlichkeit, dass er sich nach diesen {\displaystyle n} Bewegungen in der Entfernung zwischen {\displaystyle r} und {\displaystyle r+dr} vom Startpunkt {\displaystyle O} befindet.“

Zu diesem Bewegungsablauf passt das Bild eines Betrunkenen, der eine gewisse Strecke geradeaus geht, dann Gleichgewicht und Orientierung verliert und die gleiche Streckenlänge in eine zufällige andere Richtung geht.
Eine weitgehende Lösung für das ursprüngliche Problem wurde von John William Strutt, 3. Baron Rayleigh, in einem weiteren Leserbrief desselben Bandes gegeben. Die Lösung von Rayleigh besagt, dass die Wahrscheinlichkeitsverteilung der zufälligen Positionen des Betrunkenen nach vielen Schritten von der Normalverteilung angenähert wird.
Der Begriff wird üblicherweise für Zufallsbewegungen nach ähnlichem Schema verwendet, der einfachste, häufig betrachtete Fall ist der Random Walk auf dem Zahlenstrahl. Der „Betrunkene“ bewegt sich mit Schritten der Länge l, jeweils zufällig nach links mit einer festen Wahrscheinlichkeit p, und entsprechend nach rechts mit der Wahrscheinlichkeit 1−p.
Die Frage, wie wahrscheinlich eine Rückkehr des Irrläufers zum Ursprung ist, hängt überraschend von der Dimensionalität des Raumes ab. Shizuo Kakutani formulierte dazu, im Bild bleibend:

“A drunk man will find his way home, but a drunk bird may get lost forever.”

„Ein betrunkener Mensch findet nach Hause, aber ein betrunkener Vogel kann für immer verloren gehen.“

Dies bezieht sich auf den Satz von Pólya von 1921, veröffentlicht in den Mathematischen Annalen, in dem die Rekurrenz von Irrfahrten in der Ebene bewiesen wurde, was im dreidimensionalen Raum nicht mehr gilt.